# Nozay (Aube)
Nozay ist eine französische Gemeinde mit 156 Einwohnern (Stand 1. Januar 2022) im Département Aube in der Region Grand Est; sie gehört zum Arrondissement Troyes und zum Kanton Arcis-sur-Aube.

## Geografie
Die Gemeinde liegt auf halber Strecke zwischen Paris und Nancy nahe der Autoroute A26.

## Bevölkerungsentwicklung
| Jahr      | 1962 | 1968 | 1975 | 1982 | 1990 | 1999 | 2008 | 2016 |
| Einwohner | 157  | 160  | 145  | 131  | 118  | 109  | 128  | 146  |

## Sehenswürdigkeiten
- Kirche St-Quentin aus dem 16. Jahrhundert, mit Skulpturen und Kirchen die als Monument historiques geschützt sind.